# Helga Erlinger
Helga Erlinger (* 11. April 1947 in Hainburg an der Donau) ist eine ehemalige österreichische Politikerin (Grüne). Sie war von 1988 bis 1989 Abgeordnete zum Nationalrat.

## Leben
Erlinger besuchte nach der Pflichtschule die Handelsschule der Wiener Kaufmannschaft. Danach war sie in der Privatwirtschaft tätig und wechselte 1974 in das Bankwesen. In der Folge war sie als Direktionsassistentin bei Victoria Volksbanken und als Schulungstrainerin für Bankangestellte beschäftigt.
Neben ihrer beruflichen Tätigkeit war Erlinger auch Betriebsrätin bei der Volksbank Hainburg.

## Politik
Erlinger schloss sich der Überparteilichen Bürgerliste in Hainburg an, die sie zwischen 1985 und 1988 auch im Gemeinderat vertrat. Sie war zudem Mitglied des Vorstandes der Grünen Alternative und von 1986 bis 1988 Mitglied der Grünen Bildungswerkstatt Niederösterreich. Zudem war sie ab 1987 als Mitglied des Bundesvorstandes der Grünen Bildungswerkstatt sowie Kassierin des Verbandes Unabhängiger Gemeinderäte Niederösterreichs.
Zwischen dem 12. Dezember 1988 und dem 27. Dezember 1989 vertrat Erlinger die Grünen im Nationalrat.
Bei der Landtagswahl in Niederösterreich 1993 unterstützte Erlinger den ÖVP-Landeshauptmann Erwin Pröll als Mitglied eines Personenkomitees.